# Pitié pour le prof
Pour plus de détails, voir Fiche technique et Distribution.
Pitié pour le prof (Why Shoot the Teacher?) est un film canadien réalisé par Silvio Narizzano et sorti en 1977.

## Synopsis
Dans les années 1930, le jeune Max Brown arrive de la ville pour tenir son premier poste d'instituteur dans un coin perdu d'une région rurale de l'Ouest canadien. Il est confronté à toutes sortes de difficultés : à des élèves indisciplinés, aux mœurs rétrogrades des paysans, à la solitude, confiné dans une toute petite pièce comme logement de fonction. Il s'éprend d'un amour sans issue pour Alice, la femme d'un fermier. Après une année scolaire chaotique, le prof réussit à établir de bons et solides rapports avec ses élèves.

## Fiche technique
- Titre original : Why Shoot the Teacher?
- Titre français : Pitié pour le prof
- Réalisation : Silvio Narizzano
- Scénario : James Defelice d'après le roman de Max Braithwaite (en), Why Shoot the Teacher? (1965)
- Dialogues : James Defelice
- Direction artistique : Karen Bromley
- Décors : Karen Bromley
- Costumes : Jean Causey
- Photographie : Marc Champion
- Son : Nolan Roberts, Richard Lightstone
- Montage : Stan Cole
- Musique : Ricky Hyslop (en)
- Producteur : Lawrence Hertzog (en)
- Sociétés de production : Fraser Films (Canada), Lancer Productions (États-Unis), avec la participation de CFDC (Canadian Film Development Corporation) et Famous Players (Canada)
- Sociétés de distribution : Quartet Films (États-Unis), Lugo Films (France), UGC (France), Chloé Production (France)
- Budget : 810 000 $ CAD (estimation)
- Pays d'origine :  Canada
- Langue originale : anglais
- Format : 35 mm — couleur — 1.66:1 (Panavision) — son monophonique
- Genre : comédie dramatique
- Durée : 95 minutes
- Dates de sortie : 
  - Canada : 23 juin 1977
  - France : 7 février 1978
- (fr) Classifications CNC : tous publics, Art et Essai (visa d'exploitation no 48666 délivré le 10 février 1978)

## Distribution
- Bud Cort : Max Brown
- Samantha Eggar : Alice Field
- Chris Wiggins : Lyle Bishop
- Gary Reineke : Harris Montgomery
- John Friesen : Dave McDougall
- Michael J. Reynolds : Bert Field

## Autour du film
Pitié pour le prof est inspiré d'un récit autobiographique de Max Braithwaite publié en 1965.  Le film est réalisé par Silvio Narrizano.  Ce réalisateur avait connu un réel succès une dizaine d'années auparavant avec la comédie sentimentale Georgy Girl.  Bien qu'il soit né à Montréal et qu'il ait grandi au Québec, Narizzano a mené l'essentiel de sa carrière en Angleterre et Pitié pour le prof sera le seul film qu'il réalise au Canada.
Le film est tourné dans le village de Hannah, en Alberta et est présenté au Festival de Cannes en 1977 dans le cadre de la Quinzaine des réalisateurs, qui deviendra par la suite la Quinzaine des cinéastes.  Au Canada, le film remporte un franc succès, au point de se voir attribuer la Bobine d'Or du film canadien le plus populaire en 1978.
Pitié pour le prof est pratiquement contemporain d'un autre film, intitulé Qui a vu le vent et réalisé par Allan King, et qui décrit aussi la vie dans les prairies au cours des années 1930. Narizzano, de son côté, abordera à nouveau le thème des relations professeur-étudiants  dans son film suivant, L'École ras-le-bol. 

## Production

### Tournage
- Extérieurs au Canada : Hanna (Alberta).
- Intérieurs : Producers Studios, Los Angeles (Californie).

### Chansons additionnelles
- I Can't Give You Anything But Love, paroles de Dorothy Fields et musique de Jimmy McHugh (1928).
- Moonglow, paroles d'Eddie DeLange et musique de Will Hudson/Irving Mills (1933).
- My Swiss Moonlight Lullaby, paroles et musique de Wilf Carter (1933).

## Distinction

### Récompense
Prix Génie 1978 : prix Bobine d'Or au producteur Lawrence Hertzog.